# Copa Libertadores 1968
La Copa Libertadores 1968 fue la novena edición del torneo de clubes más importante de América del Sur, organizado por la Confederación Sudamericana de Fútbol, en la que participaron equipos de diez países sudamericanos: Argentina, Bolivia, Brasil, Chile, Colombia, Ecuador, Paraguay, Perú, Uruguay y Venezuela, siendo ésta la primera vez en la que todos los campeones y subcampeones de los diez países afiliados a la CONMEBOL formaron parte de la competición.
Estudiantes de La Plata, de Argentina, se consagró campeón del certamen por primera vez en su historia en lo que fue su primera participación en el certamen. Gracias a ello, jugó la Copa Intercontinental 1968 ante el Manchester United inglés, y la novedosa Copa Interamericana 1969 frente a Toluca de México. Además, clasificó a las semifinales de la Copa Libertadores 1969.

## Formato
El campeón vigente accedió de manera directa a las semifinales, mientras que los 20 equipos restantes iniciaron la competición desde la primera fase. En ella, los clubes fueron divididos en cinco grupos de 4 equipos cada uno de acuerdo a sus países de origen, de manera que los dos representantes de una misma asociación nacional debían caer en la misma zona. Los dos primeros de cada grupo clasificaron a la segunda fase, en donde se establecieron tres nuevas zonas, dos de 3 equipos y una sola conformada por 4 equipos, y desde donde se determinaron los 3 clasificados a las semifinales, que se unieron al campeón vigente.
|                           |                           | Equipos que entran en esta fase                                                                          | Equipos que provienen de la fase anterior                                       |
| ------------------------- | ------------------------- | --- | ------------------------------------------------------------------------------- |
| Primera fase (20 equipos) | Primera fase (20 equipos) | - 2 equipos de Argentina, Bolivia, Brasil, Chile, Colombia, Ecuador, Paraguay, Perú, Uruguay y Venezuela |                                                                                 |
| Segunda fase (10 equipos) | Segunda fase (10 equipos) | | - 5 equipos primeros de la Primera fase - 5 equipos segundos de la Primera fase |
| Fases finales (4 equipos) | Fases finales (4 equipos) | - 1 equipo, campeón de la Copa Libertadores 1967                                                         | - 3 equipos primeros de la Segunda fase                                         |

## Equipos participantes
En cursiva los equipos debutantes en el torneo.
| País                                           | Equipo                                     | Vía de clasificación                                                                                              |
| ---------------------------------------------- | ------------------------------------------ | --- |
| Argentina 2 cupos + campeón vigente de la copa | Racing Club Independiente Estudiantes (LP) | Campeón de la Copa Libertadores 1967 Campeón del Campeonato Nacional 1967 Subcampeón del Campeonato Nacional 1967 |
| Bolivia 2 cupos                                | Jorge Wilstermann Always Ready             | Campeón del Campeonato de Primera División 1967 Subcampeón del Campeonato de Primera División 1967                |
| Brasil 2 cupos                                 | Palmeiras Náutico                          | Campeón del Campeonato Brasileño de 1967 Subcampeón del Campeonato Brasileño de 1967                              |
| Chile 2 cupos                                  | Universidad de Chile Universidad Católica  | Campeón del Campeonato de Primera División 1967 Subcampeón del Campeonato de Primera División 1967                |
| Colombia 2 cupos                               | Deportivo Cali Millonarios                 | Campeón del Campeonato Colombiano 1967 Subcampeón del Campeonato Colombiano 1967                                  |
| Ecuador 2 cupos                                | El Nacional Emelec                         | Campeón del Campeonato Ecuatoriano de 1967 Subcampeón del Campeonato Ecuatoriano de 1967                          |
| Paraguay 2 cupos                               | Guaraní Libertad                           | Campeón del Campeonato Paraguayo de 1967 Subcampeón del Campeonato Paraguayo de 1967                              |
| Perú 2 cupos                                   | Universitario Sporting Cristal             | Campeón del Campeonato Descentralizado 1967 Subcampeón del Campeonato Descentralizado 1967                        |
| Uruguay 2 cupos                                | Peñarol Nacional                           | Campeón del Campeonato Uruguayo de 1967 Subcampeón del Campeonato Uruguayo de 1967                                |
| Venezuela 2 cupos                              | Deportivo Portugués Deportivo Galicia      | Campeón de la Primera División Venezolana 1967 Subcampeón de la Primera División Venezolana 1967                  |

### Distribución geográfica de los equipos
Distribución geográfica de las sedes de los equipos participantes:

## Primera fase
Racing Club, como campeón de la Copa Libertadores 1967, inició su participación desde las fases finales. Los otros 20 equipos participantes disputaron la primera fase distribuyéndose en 5 grupos, separados de acuerdo a sus países de origen, donde se enfrentaron todos contra todos. Los dos primeros de cada grupo pasaron a la segunda fase.

### Grupo 1
| Equipo           | Pts. | PJ | PG | PE | PP | GF | GC | DG |
| ---------------- | ---- | -- | -- | -- | -- | -- | -- | -- |
| Estudiantes (LP) | 11   | 6  | 5  | 1  | 0  | 12 | 3  | 9  |
| Independiente    | 5    | 6  | 2  | 1  | 3  | 8  | 10 | –2 |
| Deportivo Cali   | 5    | 6  | 2  | 1  | 3  | 6  | 10 | –4 |
| Millonarios      | 3    | 6  | 1  | 1  | 4  | 6  | 9  | –3 |

| \| Fecha \| Lugar \| Local \| Resultado \| Visitante \| \| ------------- \| ---------- \| ---------------- \| --------- \| ---------------- \| \| 27 de enero \| Avellaneda \| Independiente \| 2:4 \| Estudiantes (LP) \| \| 4 de febrero \| Bogotá \| Millonarios \| 1:2 \| Independiente \| \| 7 de febrero \| Bogotá \| Millonarios \| 0:1 \| Estudiantes (LP) \| \| 8 de febrero \| Cali \| Deportivo Cali \| 1:0 \| Independiente \| \| 11 de febrero \| Cali \| Deportivo Cali \| 1:2 \| Estudiantes (LP) \| \| 14 de febrero \| Bogotá \| Millonarios \| 4:2 \| Deportivo Cali \| \| 17 de febrero \| La Plata \| Estudiantes (LP) \| 3:0 \| Deportivo Cali \| \| 18 de febrero \| Avellaneda \| Independiente \| 3:1 \| Millonarios \| \| 21 de febrero \| La Plata \| Estudiantes (LP) \| 0:0 \| Millonarios \| \| 22 de febrero \| Avellaneda \| Independiente \| 1:1 \| Deportivo Cali \| \| 28 de febrero \| Cali \| Deportivo Cali \| 1:0 \| Millonarios \| \| 29 de febrero \| La Plata \| Estudiantes (LP) \| 2:0 \| Independiente \| |            |                  |           |                  |
| Fecha | Lugar      | Local            | Resultado | Visitante        |
| 27 de enero | Avellaneda | Independiente    | 2:4       | Estudiantes (LP) |
| 4 de febrero | Bogotá     | Millonarios      | 1:2       | Independiente    |
| 7 de febrero | Bogotá     | Millonarios      | 0:1       | Estudiantes (LP) |
| 8 de febrero | Cali       | Deportivo Cali   | 1:0       | Independiente    |
| 11 de febrero | Cali       | Deportivo Cali   | 1:2       | Estudiantes (LP) |
| 14 de febrero | Bogotá     | Millonarios      | 4:2       | Deportivo Cali   |
| 17 de febrero | La Plata   | Estudiantes (LP) | 3:0       | Deportivo Cali   |
| 18 de febrero | Avellaneda | Independiente    | 3:1       | Millonarios      |
| 21 de febrero | La Plata   | Estudiantes (LP) | 0:0       | Millonarios      |
| 22 de febrero | Avellaneda | Independiente    | 1:1       | Deportivo Cali   |
| 28 de febrero | Cali       | Deportivo Cali   | 1:0       | Millonarios      |
| 29 de febrero | La Plata   | Estudiantes (LP) | 2:0       | Independiente    |

Partido desempate
| Fecha      | Lugar |               | Resultado |                |
| ---------- | ----- | ------------- | --------- | -------------- |
| 6 de marzo | Lima  | Independiente | 3:2       | Deportivo Cali |

### Grupo 2
| Equipo            | Pts. | PJ | PG | PE | PP | GF | GC | DG  |
| ----------------- | ---- | -- | -- | -- | -- | -- | -- | --- |
| Universitario     | 9    | 6  | 3  | 3  | 0  | 17 | 4  | 13  |
| Sporting Cristal  | 9    | 6  | 3  | 3  | 0  | 11 | 5  | 6   |
| Jorge Wilstermann | 5    | 6  | 2  | 1  | 3  | 5  | 8  | –3  |
| Always Ready      | 1    | 6  | 0  | 1  | 5  | 2  | 18 | –16 |

| \| Fecha \| Lugar \| Local \| Resultado \| Visitante \| \| ------------- \| ---------- \| ----------------- \| ----------- \| ----------------- \| \| 24 de enero \| La Paz \| Always Ready \| 0:3 \| Universitario \| \| 24 de enero \| Cochabamba \| Jorge Wilstermann \| 0:1 \| Sporting Cristal \| \| 28 de enero \| La Paz \| Always Ready \| 1:4 \| Sporting Cristal \| \| 28 de enero \| Cochabamba \| Jorge Wilstermann \| 0:0 \| Universitario \| \| 4 de febrero \| Cochabamba \| Jorge Wilstermann \| 3:0 \| Always Ready \| \| 15 de febrero \| Lima \| Universitario \| 1:1 \| Sporting Cristal \| \| 19 de febrero \| Lima \| Sporting Cristal \| 2:0 \| Jorge Wilstermann \| \| 22 de febrero \| Lima \| Universitario \| 5:1 \| Jorge Wilstermann \| \| 24 de febrero \| Lima \| Sporting Cristal \| 1:1 \| Always Ready \| \| 27 de febrero \| Lima \| Universitario \| 6:0 \| Always Ready \| \| 2 de marzo \| Lima \| Sporting Cristal \| 2:2 \| Universitario \| \| 3 de marzo \| La Paz \| Always Ready \| 0:1[Nota 1] \| Jorge Wilstermann \| |            |                   |           |                   |
| Fecha | Lugar      | Local             | Resultado | Visitante         |
| 24 de enero | La Paz     | Always Ready      | 0:3       | Universitario     |
| 24 de enero | Cochabamba | Jorge Wilstermann | 0:1       | Sporting Cristal  |
| 28 de enero | La Paz     | Always Ready      | 1:4       | Sporting Cristal  |
| 28 de enero | Cochabamba | Jorge Wilstermann | 0:0       | Universitario     |
| 4 de febrero | Cochabamba | Jorge Wilstermann | 3:0       | Always Ready      |
| 15 de febrero | Lima       | Universitario     | 1:1       | Sporting Cristal  |
| 19 de febrero | Lima       | Sporting Cristal  | 2:0       | Jorge Wilstermann |
| 22 de febrero | Lima       | Universitario     | 5:1       | Jorge Wilstermann |
| 24 de febrero | Lima       | Sporting Cristal  | 1:1       | Always Ready      |
| 27 de febrero | Lima       | Universitario     | 6:0       | Always Ready      |
| 2 de marzo | Lima       | Sporting Cristal  | 2:2       | Universitario     |
| 3 de marzo | La Paz     | Always Ready      | 0:1       | Jorge Wilstermann |

### Grupo 3
| Equipo               | Pts. | PJ | PG | PE | PP | GF | GC | DG |
| -------------------- | ---- | -- | -- | -- | -- | -- | -- | -- |
| Universidad Católica | 9    | 6  | 4  | 1  | 1  | 11 | 7  | 4  |
| Emelec               | 7    | 6  | 2  | 3  | 1  | 5  | 4  | 1  |
| El Nacional          | 5    | 6  | 2  | 1  | 3  | 5  | 6  | –1 |
| Universidad de Chile | 3    | 6  | 1  | 1  | 4  | 6  | 10 | –4 |

| \| Fecha \| Lugar \| Local \| Resultado \| Visitante \| \| ------------- \| --------- \| -------------------- \| --------- \| -------------------- \| \| 4 de febrero \| Guayaquil \| Emelec \| 0:0 \| El Nacional \| \| 11 de febrero \| Quito \| El Nacional \| 2:1 \| Universidad Católica \| \| 11 de febrero \| Guayaquil \| Emelec \| 2:1 \| Universidad de Chile \| \| 18 de febrero \| Guayaquil \| Emelec \| 1:2 \| Universidad Católica \| \| 18 de febrero \| Quito \| El Nacional \| 3:1 \| Universidad de Chile \| \| 21 de febrero \| Santiago \| Universidad Católica \| 3:2 \| Universidad de Chile \| \| 24 de febrero \| Santiago \| Universidad Católica \| 2:0 \| El Nacional \| \| 24 de febrero \| Santiago \| Universidad de Chile \| 0:0 \| Emelec \| \| 27 de febrero \| Santiago \| Universidad Católica \| 1:1 \| Emelec \| \| 27 de febrero \| Santiago \| Universidad de Chile \| 1:0 \| El Nacional \| \| 2 de marzo \| Santiago \| Universidad de Chile \| 1:2 \| Universidad Católica \| \| 3 de marzo \| Quito \| El Nacional \| 0:1 \| Emelec \| |           |                      |           |                      |
| Fecha | Lugar     | Local                | Resultado | Visitante            |
| 4 de febrero | Guayaquil | Emelec               | 0:0       | El Nacional          |
| 11 de febrero | Quito     | El Nacional          | 2:1       | Universidad Católica |
| 11 de febrero | Guayaquil | Emelec               | 2:1       | Universidad de Chile |
| 18 de febrero | Guayaquil | Emelec               | 1:2       | Universidad Católica |
| 18 de febrero | Quito     | El Nacional          | 3:1       | Universidad de Chile |
| 21 de febrero | Santiago  | Universidad Católica | 3:2       | Universidad de Chile |
| 24 de febrero | Santiago  | Universidad Católica | 2:0       | El Nacional          |
| 24 de febrero | Santiago  | Universidad de Chile | 0:0       | Emelec               |
| 27 de febrero | Santiago  | Universidad Católica | 1:1       | Emelec               |
| 27 de febrero | Santiago  | Universidad de Chile | 1:0       | El Nacional          |
| 2 de marzo | Santiago  | Universidad de Chile | 1:2       | Universidad Católica |
| 3 de marzo | Quito     | El Nacional          | 0:1       | Emelec               |

### Grupo 4
| Equipo   | Pts. | PJ | PG | PE | PP | GF | GC | DG  |
| -------- | ---- | -- | -- | -- | -- | -- | -- | --- |
| Peñarol  | 8    | 6  | 3  | 2  | 1  | 8  | 2  | 6   |
| Guaraní  | 7    | 6  | 2  | 3  | 1  | 8  | 7  | 1   |
| Nacional | 6    | 6  | 2  | 2  | 2  | 9  | 5  | 4   |
| Libertad | 3    | 6  | 1  | 1  | 4  | 2  | 13 | –11 |

| \| Fecha \| Lugar \| Local \| Resultado \| Visitante \| \| ------------- \| ---------- \| -------- \| --------- \| --------- \| \| 2 de febrero \| Montevideo \| Peñarol \| 1:0 \| Nacional \| \| 2 de febrero \| Asunción \| Guaraní \| 2:0 \| Libertad \| \| 6 de febrero \| Montevideo \| Nacional \| 2:2 \| Guaraní \| \| 7 de febrero \| Montevideo \| Peñarol \| 4:0 \| Libertad \| \| 10 de febrero \| Montevideo \| Nacional \| 4:0 \| Libertad \| \| 12 de febrero \| Montevideo \| Peñarol \| 2:0 \| Guaraní \| \| 16 de febrero \| Asunción \| Libertad \| 1:1 \| Guaraní \| \| 16 de febrero \| Montevideo \| Nacional \| 0:0 \| Peñarol \| \| 20 de febrero \| Asunción \| Libertad \| 1:0 \| Peñarol \| \| 21 de febrero \| Asunción \| Guaraní \| 2:1 \| Nacional \| \| 24 de febrero \| Asunción \| Guaraní \| 1:1 \| Peñarol \| \| 25 de febrero \| Asunción \| Libertad \| 0:2 \| Nacional \| |            |          |           |           |
| Fecha | Lugar      | Local    | Resultado | Visitante |
| 2 de febrero | Montevideo | Peñarol  | 1:0       | Nacional  |
| 2 de febrero | Asunción   | Guaraní  | 2:0       | Libertad  |
| 6 de febrero | Montevideo | Nacional | 2:2       | Guaraní   |
| 7 de febrero | Montevideo | Peñarol  | 4:0       | Libertad  |
| 10 de febrero | Montevideo | Nacional | 4:0       | Libertad  |
| 12 de febrero | Montevideo | Peñarol  | 2:0       | Guaraní   |
| 16 de febrero | Asunción   | Libertad | 1:1       | Guaraní   |
| 16 de febrero | Montevideo | Nacional | 0:0       | Peñarol   |
| 20 de febrero | Asunción   | Libertad | 1:0       | Peñarol   |
| 21 de febrero | Asunción   | Guaraní  | 2:1       | Nacional  |
| 24 de febrero | Asunción   | Guaraní  | 1:1       | Peñarol   |
| 25 de febrero | Asunción   | Libertad | 0:2       | Nacional  |

### Grupo 5
| Equipo              | Pts. | PJ | PG | PE | PP | GF | GC | DG |
| ------------------- | ---- | -- | -- | -- | -- | -- | -- | -- |
| Palmeiras           | 11   | 6  | 5  | 1  | 0  | 12 | 3  | 9  |
| Deportivo Portugués | 5    | 6  | 2  | 1  | 3  | 5  | 11 | –6 |
| Náutico             | 4    | 6  | 1  | 2  | 3  | 7  | 8  | –1 |
| Deportivo Galicia   | 4    | 6  | 2  | 0  | 4  | 5  | 7  | –2 |

| \| Fecha \| Lugar \| Local \| Resultado \| Visitante \| \| ------------- \| --------- \| ------------------- \| ----------- \| ------------------- \| \| 21 de enero \| Acarigua \| Deportivo Galicia \| 2:0 \| Deportivo Portugués \| \| 21 de enero \| Recife \| Náutico \| 1:3 \| Palmeiras \| \| 27 de enero \| Caracas \| Deportivo Portugués \| 1:1 \| Náutico \| \| 31 de enero \| Acarigua \| Deportivo Galicia \| 2:1 \| Náutico \| \| 4 de febrero \| Acarigua \| Deportivo Galicia \| 1:2 \| Palmeiras \| \| 7 de febrero \| Caracas \| Deportivo Portugués \| 1:2 \| Palmeiras \| \| 11 de febrero \| Recife \| Náutico \| 1:0 \| Deportivo Galicia \| \| 14 de febrero \| Recife \| Náutico \| 3:2[Nota 2] \| Deportivo Portugués \| \| 18 de febrero \| São Paulo \| Palmeiras \| 2:0 \| Deportivo Galicia \| \| 22 de febrero \| São Paulo \| Palmeiras \| 3:0 \| Deportivo Portugués \| \| 3 de marzo \| São Paulo \| Palmeiras \| 0:0 \| Náutico \| \| 3 de marzo \| Caracas \| Deportivo Portugués \| 1:0 \| Deportivo Galicia \| |           |                     |           |                     |
| Fecha | Lugar     | Local               | Resultado | Visitante           |
| 21 de enero | Acarigua  | Deportivo Galicia   | 2:0       | Deportivo Portugués |
| 21 de enero | Recife    | Náutico             | 1:3       | Palmeiras           |
| 27 de enero | Caracas   | Deportivo Portugués | 1:1       | Náutico             |
| 31 de enero | Acarigua  | Deportivo Galicia   | 2:1       | Náutico             |
| 4 de febrero | Acarigua  | Deportivo Galicia   | 1:2       | Palmeiras           |
| 7 de febrero | Caracas   | Deportivo Portugués | 1:2       | Palmeiras           |
| 11 de febrero | Recife    | Náutico             | 1:0       | Deportivo Galicia   |
| 14 de febrero | Recife    | Náutico             | 3:2       | Deportivo Portugués |
| 18 de febrero | São Paulo | Palmeiras           | 2:0       | Deportivo Galicia   |
| 22 de febrero | São Paulo | Palmeiras           | 3:0       | Deportivo Portugués |
| 3 de marzo | São Paulo | Palmeiras           | 0:0       | Náutico             |
| 3 de marzo | Caracas   | Deportivo Portugués | 1:0       | Deportivo Galicia   |

## Segunda fase
Los 10 clasificados de la primera fase se separaron en 3 nuevos grupos, 2 de ellos conformados por 3 equipos, y otro por 4, donde volvieron a enfrentarse bajo el mismo sistema de la instancia anterior. El primero de cada zona avanzó a las semifinales.

### Grupo A
| Equipo           | Pts. | PJ | PG | PE | PP | GF | GC | DG |
| ---------------- | ---- | -- | -- | -- | -- | -- | -- | -- |
| Estudiantes (LP) | 6    | 4  | 3  | 0  | 1  | 4  | 2  | 2  |
| Independiente    | 4    | 4  | 2  | 0  | 2  | 7  | 3  | 4  |
| Universitario    | 2    | 4  | 1  | 0  | 3  | 1  | 7  | –6 |

| \| Fecha \| Lugar \| Local \| Resultado \| Visitante \| \| ----------- \| ---------- \| ---------------- \| --------- \| ---------------- \| \| 14 de marzo \| Lima \| Universitario \| 1:0 \| Estudiantes (LP) \| \| 21 de marzo \| Lima \| Universitario \| 0:3 \| Independiente \| \| 28 de marzo \| Avellaneda \| Independiente \| 1:2 \| Estudiantes (LP) \| \| 4 de abril \| La Plata \| Estudiantes (LP) \| 1:0 \| Independiente \| \| 9 de abril \| La Plata \| Estudiantes (LP) \| 1:0 \| Universitario \| \| 11 de abril \| Avellaneda \| Independiente \| 3:0 \| Universitario \| |            |                  |           |                  |
| Fecha | Lugar      | Local            | Resultado | Visitante        |
| 14 de marzo | Lima       | Universitario    | 1:0       | Estudiantes (LP) |
| 21 de marzo | Lima       | Universitario    | 0:3       | Independiente    |
| 28 de marzo | Avellaneda | Independiente    | 1:2       | Estudiantes (LP) |
| 4 de abril | La Plata   | Estudiantes (LP) | 1:0       | Independiente    |
| 9 de abril | La Plata   | Estudiantes (LP) | 1:0       | Universitario    |
| 11 de abril | Avellaneda | Independiente    | 3:0       | Universitario    |

### Grupo B
| Equipo              | Pts. | PJ | PG | PE | PP | GF | GC | DG |
| ------------------- | ---- | -- | -- | -- | -- | -- | -- | -- |
| Peñarol             | 10   | 6  | 4  | 2  | 0  | 10 | 1  | 9  |
| Sporting Cristal    | 8    | 6  | 2  | 4  | 0  | 7  | 3  | 4  |
| Emelec              | 3    | 6  | 1  | 1  | 4  | 3  | 7  | –4 |
| Deportivo Portugués | 3    | 6  | 1  | 1  | 4  | 3  | 12 | –9 |

| \| Fecha \| Lugar \| Local \| Resultado \| Visitante \| \| ----------- \| ---------- \| ------------------- \| --------- \| ------------------- \| \| 16 de marzo \| Caracas \| Deportivo Portugués \| 0:3 \| Peñarol \| \| 17 de marzo \| Guayaquil \| Emelec \| 0:2 \| Sporting Cristal \| \| 20 de marzo \| Caracas \| Deportivo Portugués \| 1:1 \| Sporting Cristal \| \| 20 de marzo \| Guayaquil \| Emelec \| 0:1 \| Peñarol \| \| 24 de marzo \| Guayaquil \| Emelec \| 2:0 \| Deportivo Portugués \| \| 25 de marzo \| Lima \| Sporting Cristal \| 0:0 \| Peñarol \| \| 28 de marzo \| Lima \| Sporting Cristal \| 2:0 \| Deportivo Portugués \| \| 31 de marzo \| Montevideo \| Peñarol \| 4:0 \| Deportivo Portugués \| \| 1 de abril \| Lima \| Sporting Cristal \| 1:1 \| Emelec \| \| 4 de abril \| Montevideo \| Peñarol \| 1:0 \| Emelec \| \| 10 de abril \| Montevideo \| Peñarol \| 1:1 \| Sporting Cristal \| \| 10 de abril \| Caracas \| Deportivo Portugués \| 2:0 \| Emelec \| |            |                     |           |                     |
| Fecha | Lugar      | Local               | Resultado | Visitante           |
| 16 de marzo | Caracas    | Deportivo Portugués | 0:3       | Peñarol             |
| 17 de marzo | Guayaquil  | Emelec              | 0:2       | Sporting Cristal    |
| 20 de marzo | Caracas    | Deportivo Portugués | 1:1       | Sporting Cristal    |
| 20 de marzo | Guayaquil  | Emelec              | 0:1       | Peñarol             |
| 24 de marzo | Guayaquil  | Emelec              | 2:0       | Deportivo Portugués |
| 25 de marzo | Lima       | Sporting Cristal    | 0:0       | Peñarol             |
| 28 de marzo | Lima       | Sporting Cristal    | 2:0       | Deportivo Portugués |
| 31 de marzo | Montevideo | Peñarol             | 4:0       | Deportivo Portugués |
| 1 de abril | Lima       | Sporting Cristal    | 1:1       | Emelec              |
| 4 de abril | Montevideo | Peñarol             | 1:0       | Emelec              |
| 10 de abril | Montevideo | Peñarol             | 1:1       | Sporting Cristal    |
| 10 de abril | Caracas    | Deportivo Portugués | 2:0       | Emelec              |

### Grupo C
| Equipo               | Pts. | PJ | PG | PE | PP | GF | GC | DG |
| -------------------- | ---- | -- | -- | -- | -- | -- | -- | -- |
| Palmeiras            | 6    | 4  | 3  | 0  | 1  | 7  | 4  | 3  |
| Guaraní              | 4    | 4  | 2  | 0  | 2  | 7  | 7  | 0  |
| Universidad Católica | 2    | 4  | 1  | 0  | 3  | 6  | 9  | –3 |

| \| Fecha \| Lugar \| Local \| Resultado \| Visitante \| \| ----------- \| --------- \| -------------------- \| --------- \| -------------------- \| \| 13 de marzo \| Santiago \| Universidad Católica \| 4:1 \| Guaraní \| \| 17 de marzo \| Asunción \| Guaraní \| 3:1 \| Universidad Católica \| \| 21 de marzo \| São Paulo \| Palmeiras \| 4:1 \| Universidad Católica \| \| 24 de marzo \| Asunción \| Guaraní \| 2:0 \| Palmeiras \| \| 31 de marzo \| Santiago \| Universidad Católica \| 0:1 \| Palmeiras \| \| 4 de abril \| São Paulo \| Palmeiras \| 2:1 \| Guaraní \| |           |                      |           |                      |
| Fecha | Lugar     | Local                | Resultado | Visitante            |
| 13 de marzo | Santiago  | Universidad Católica | 4:1       | Guaraní              |
| 17 de marzo | Asunción  | Guaraní              | 3:1       | Universidad Católica |
| 21 de marzo | São Paulo | Palmeiras            | 4:1       | Universidad Católica |
| 24 de marzo | Asunción  | Guaraní              | 2:0       | Palmeiras            |
| 31 de marzo | Santiago  | Universidad Católica | 0:1       | Palmeiras            |
| 4 de abril | São Paulo | Palmeiras            | 2:1       | Guaraní              |

## Fases finales
Las fases finales estuvieron compuestas por dos etapas: semifinales y final. A los tres clasificados de la segunda fase se les sumó Racing Club de Argentina, campeón de la Copa Libertadores 1967. En caso de que dos de los participantes pertenecieran a un mismo país, ambos deberían enfrentarse en las semifinales a fin de evitar que pudieran encontrarse en la final.

### Cuadro de desarrollo
|  | Semifinales             | Semifinales       | Semifinales       | Semifinales       |   |           | Final             | Final             | Final             | Final             |  |
|  | 18 al 27 de abril       | 18 al 27 de abril | 18 al 27 de abril | 18 al 27 de abril |   |           | 2, 7 y 16 de mayo | 2, 7 y 16 de mayo | 2, 7 y 16 de mayo | 2, 7 y 16 de mayo |  |
|  |                         |                   |                   |                   |   |           |                   |                   |                   |                   |  |
|  |                         |                   |                   |                   |   |           |                   |                   |                   |                   |  |
|  | Peñarol                 | 0                 | 1                 | –                 |   |           |                   |                   |                   |                   |  |
|  | Peñarol                 | 0                 | 1                 | –                 |   |           |                   |                   |                   |                   |  |
|  | Palmeiras               | 1                 | 2                 | –                 |   |           |                   |                   |                   |                   |  |
|  | Palmeiras               | 1                 | 2                 | –                 |   | Palmeiras | 1                 | 3                 | 0                 |                   |  |
|  |                         |                   |                   |                   |   | Palmeiras | 1                 | 3                 | 0                 |                   |  |
|  |                         |                   | Estudiantes (LP)  | 2                 | 1 | 2         |                   |                   |                   |                   |  |
|  | Estudiantes (LP) (d.g.) | 0                 | Estudiantes (LP)  | 2                 | 1 | 2         | 3                 | 1                 |                   |                   |  |
|  | Estudiantes (LP) (d.g.) | 0                 |                   |                   |   |           | 3                 | 1                 |                   |                   |  |
|  | Racing Club             | 2                 | 0                 | 1                 |   |           |                   |                   |                   |                   |  |
|  | Racing Club             | 2                 | 0                 | 1                 |   |           |                   |                   |                   |                   |  |
|  |                         |                   |                   |                   |   |           |                   |                   |                   |                   |  |

- Nota: En cada llave, el equipo que ocupa la primera línea es el que definió la serie como local.

### Semifinales
| 18 de abril de 1968 | Palmeiras     | 1:0 (0:0) | Peñarol | Estadio de Pacaembú, São Paulo                             |                                                            |
|                     | Tupãzinho 70' |           |         | Asistencia: 35 000 espectadores Árbitro(s): Claudio Vicuña | Asistencia: 35 000 espectadores Árbitro(s): Claudio Vicuña |

| 23 de abril de 1968 | Peñarol   | 1:2 (1:1) | Palmeiras          | Estadio Centenario, Montevideo                              |                                                             |
|                     | Silva 40' |           | Tupãzinho 45', 55' | Asistencia: 40 570 espectadores Árbitro(s): Arturo Yamasaki | Asistencia: 40 570 espectadores Árbitro(s): Arturo Yamasaki |

| 18 de abril de 1968 | Racing Club               | 2:0 (1:0) | Estudiantes (LP) | Estadio El Cilindro, Avellaneda                               |                                                               |
|                     | Maschio 15' · Perfumo 68' |           |                  | Asistencia: 45 000 espectadores Árbitro(s): Aurelio Bossolino | Asistencia: 45 000 espectadores Árbitro(s): Aurelio Bossolino |

| 24 de abril de 1968 | Estudiantes (LP)               | 3:0 (0:0) | Racing Club | Estadio Estudiantes (LP), La Plata                           |                                                              |
|                     | Fucceneco 73' · Verón 77', 83' |           |             | Asistencia: 45 000 espectadores Árbitro(s): Duval Goicoechea | Asistencia: 45 000 espectadores Árbitro(s): Duval Goicoechea |

Partido desempate
| 27 de abril de 1968                                                                                                 | Racing Club          | 1:1 (0:0, 0:0) (t. s.) | Estudiantes (LP) | Estadio Monumental, Buenos Aires                           |                                                            |
| | Cárdenas 116' (pen.) |                        | Verón 104'       | Asistencia: 50 000 espectadores Árbitro(s): Ángel Coerezza | Asistencia: 50 000 espectadores Árbitro(s): Ángel Coerezza |
| Estudiantes de La Plata clasificó a la final por tener mejor diferencia de goles en el global de los tres partidos. |                      |                        |                  |                                                            |                                                            |

### Final
| Ida; 2 de mayo de 1968 | Estudiantes (LP)       | 2:1 (0:1) | Palmeiras   | Estadio Estudiantes (LP), La Plata                         |                                                            |
|                        | Verón 83' · Flores 88' |           | Servílio 6' | Asistencia: 50 000 espectadores Árbitro(s): Esteban Marino | Asistencia: 50 000 espectadores Árbitro(s): Esteban Marino |

| Vuelta; 7 de mayo de 1968 | Palmeiras                              | 3:1 (2:1) | Estudiantes (LP) | Estadio de Pacaembú, São Paulo                              |                                                             |
|                           | Tupãzinho 6', 43' · Rinaldo 78' (pen.) |           | Verón 36'        | Asistencia: 37 071 espectadores Árbitro(s): Domingo Massaro | Asistencia: 37 071 espectadores Árbitro(s): Domingo Massaro |

| Desempate; 16 de mayo de 1968 | Estudiantes (LP)        | 2:0 (1:0) | Palmeiras | Estadio Centenario, Montevideo                           |                                                          |
|                               | Ribaudo 13' · Verón 82' |           |           | Asistencia: 55 000 espectadores Árbitro(s): César Orozco | Asistencia: 55 000 espectadores Árbitro(s): César Orozco |

|                                      |
|                                      |
| Campeón Estudiantes (LP) 1.er título |

## Estadísticas

### Goleadores
| Jugador          | Club        | Goles | PJ |
| ---------------- | ----------- | ----- | -- |
| Tupãzinho        | Palmeiras   | 11    | 14 |
| Alberto Spencer  | Peñarol     | 10    | 14 |
| Juan Ramón Verón | Estudiantes | 9     | 14 |